# Югоизточен Анадол
Югоизточен Анадол е един от седемте географски региони на Турция. Граничи със Средиземноморския регион на запад, Източен Анадол на север, Сирия на юг и Ирак на югоизток.

## Провинции
Районът на Югоизточен Анадол е разделена на две части от вулканския конус на Караджадаа на Диджле на изток и Средното поречие на р. Ефрат на запад. На север е разположен делът на югоизточните Тороски планини. Районът е покрит от плата и низини, забележителни с еднообразността в пейзажа си. Низината на Кахраманмараш-Хатай и платото на Газиантеп.
В региона има 9 провинции.
- Газиантеп
- Диарбекир
- Шанлъурфа
- Батман
- Адъяман
- Сиирт
- Мардин
- Килис
- Шърнак